# 1 Batalion Telegraficzny

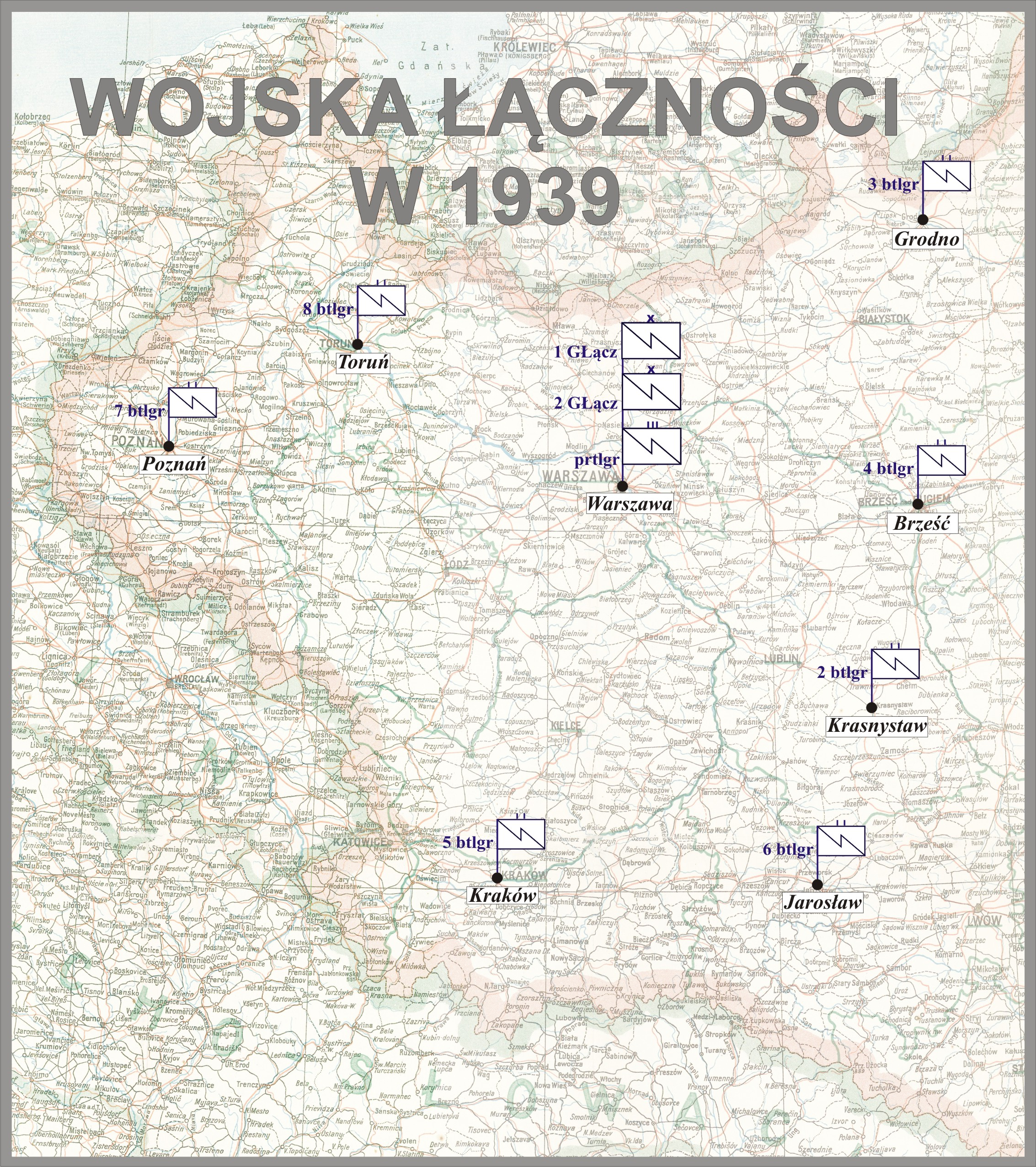
Wojska Łączności w 1939 przed wybuchem II wś

1 Batalion Telegraficzny (1 btlgr) – pododdział łączności Wojska Polskiego w II Rzeczypospolitej.
Batalion został sformowany w listopadzie 1931, w garnizonie Zegrze, na bazie zlikwidowanego 1 pułku łączności, jako jednostka manewrowa Centrum Wyszkolenia Łączności.

## Mobilizacja
Batalion był jednostką mobilizującą. Dowódca batalionu był odpowiedzialny za przygotowanie i przeprowadzenie mobilizacji jednostek łączności.
Zgodnie z planem mobilizacyjnym „W” 1 batalion telegraficzny razem z Centrum Wyszkolenia Łączności mobilizował niżej wymianione jednostki łączności:
w mobilizacji niejawnej, w grupie brązowej (podgrupa 5):
- kompanię dozorowania przeciwlotniczego nr 1[a],
- kompanię dozorowania przeciwlotniczego nr 2[b],
- kompanię stacyjną łączności nr 2,
- kompanię stacyjną łączności nr 3,

w mobilizacji niejawnej, w grupie żółtej:
- kompanię telefoniczno-kablową nr 2,
- kompanię telefoniczno-kablową nr 3,
- kompanię telefoniczno-budowlaną nr 2,
- kompanię telefoniczno-kablową nr 4,
- kompanię telefoniczno-kablową nr 5,
- kompanię telefoniczno-budowlaną nr 3,
- samodzielną drużynę gołębi pocztowych nr 3[c],
- samodzielną drużynę gołębi pocztowych nr 6[d],

w I rzucie mobilizacji powszechnej:
- kompanię łączności Wielkiej Kwatery Głównej[e],
- pluton łączności Kwatery Głównej nr 52,
- kompanię telefoniczną nr 52,
- drużynę parkową łączności nr 52,
- Stację Telegraficzną nr 1,
- Stację Telegraficzną nr 2,
- Stację Telegraficzną nr 3,
- Stację Telegraficzną nr 4,
- Stację Telegraficzną nr 5,
- Stację Telegraficzną nr 6,
- kompanię telefoniczno-kablową nr 6,
- kompanię telefoniczno-kablową nr 7,
- kompanię telefoniczno-budowlaną nr 4,
- samodzielny pluton telefoniczno-kablowy nr 2,
- samodzielny pluton telefoniczno-kablowy nr 3,
- samodzielny pluton telefoniczno-kablowy nr 4,
- samodzielny pluton telefoniczno-budowlany nr 2,
- samodzielny pluton telefoniczno-budowlany nr 3,
- samodzielny pluton telefoniczno-budowlany nr 4,
- pluton łączności Kwatery Głównej nr 55,
- kompanię telefoniczną nr 55,
- drużynę parkową łączności nr 55[f],

w II rzucie mobilizacji powszechnej:
- park łączności nr 2[g],
- park łączności nr 3[h],
- kompania marszowa telegraficzna nr 2,
- kompania marszowa telegraficzna nr 3,
- Stacja Gołębi Pocztowych nr 1[i],
- Ośrodek Zapasowy Telegraficzny „Zegrze”[5].

Samodzielny pluton telefoniczno-kablowy nr 3 pod dowództwem por. łącz. rez. Jana Kazimierza Makowskiego został przydzielony do sztabu Grupy Operacyjnej Kawalerii Nr 2, a 7 września podporządkowany dowódcy 20 Dywizji Piechoty.

## Symbole batalionu
Sztandar
23 maja 1937 Prezydent RP Ignacy Mościcki zatwierdził wzór sztandaru 1 btlgr. 18 czerwca 1937 w Warszawie marszałek Polski Edward Śmigły-Rydz wręczył dowódcy batalionu sztandar ufundowany przez społeczeństwo Zegrza.
Na lewej stronie płatu sztandarowego umieszczone: w prawym górnym rogu na tarczy wizerunek Matki Boskiej Częstochowskiej, w lewym górnym rogu na tarczy znak wojsk łączności, w prawym dolnym rogu na tarczy godło Mazowsza, w lewym dolnym rogu na tarczy odznaka pamiątkowa 1 baonu telegraficznego, na dolnym ramieniu krzyża kawalerskiego napis: „Warszawa 21 I 1919”.
Wrześniowe losy sztandaru opisane są w notatce z Banknock cyt.:"Szkoła Podchorążych Łączności, 1 Batalion Telegraficzny. - We wrześniu 1939 sztandary zostały przewiezione przez mjra Dobosza na Węgry i oddane w Budapeszcie gen. Jatelnickiemu. Z Węgier sztandary wysłano do Francji".
Sztandar aktualnie eksponowany jest w Instytucie gen. Sikorskiego w Londynie.
Odznaka pamiątkowa
19 czerwca 1937 minister spraw wojskowych, gen. dyw. Tadeusz Kasprzycki zatwierdził wzór i regulamin odznaki pamiątkowej 1 btlgr.
Odznaka o wymiarach 39x39 mm ma kształt równoramiennego krzyża o rozszerzających się ramionach i zaokrąglonych wierzchołkach. Ramiona emaliowane w barwach wojsk łączności, na każdym z nich srebrna litera T. W centrum, na złotej tarczy cyfra „1”, poniżej napis „BATALION TELEGRAFICZNY”. Między ramionami krzyża gałązki dębowe i błyskawice. Dwuczęściowa - oficerska, wykonana w srebrze, emaliowana, łączenie elementów za pomocą dwóch drutów. Wykonanie: Zjednoczeni Grawerzy - Warszawa.

## Kadra jednostki
Dowódcy batalionu
- mjr łącz. inż. Stanisław Bronisław Hegner-Szymański (III[11] – XII 1932[12])
- mjr łącz. Michał Jan Karwowski (od XII 1932[12])
- ppłk łącz. Stanisław Rausz

| Pokojowa obsada personalna batalionu w marcu 1939 | Pokojowa obsada personalna batalionu w marcu 1939 | Pokojowa obsada personalna batalionu w marcu 1939 |
| Stanowisko etatowe                                | Stopień, imię i nazwisko                          | Przydział we wrześniu 1939                        |
| ------------------------------------------------- | ------------------------------------------------- | ------------------------------------------------- |
| dowódca batalionu                                 | ppłk łącz. Stanisław Rausz                        | dowódca łączności Armii „Prusy”                   |
| I zastępca dowódcy                                | mjr łącz. Jan Antoni Gustek                       | dowódca łączności GO „Bielsko”                    |
| adiutant                                          | por. Kazimierz Ochab                              |                                                   |
| pomocnik dowódcy ds. gospodarczych                | kpt. int. Michał Mieczysław Skuciński             |                                                   |
| oficer mobilizacyjny                              | kpt. Kazimierz Olszyński                          |                                                   |
| I zastępca oficera mobilizacyjnego                | por. Zygmunt Atanazy Łukaszewicz                  |                                                   |
| II zastępca oficera mobilizacyjnego               | chor. Józef Wiśnicki                              |                                                   |
| oficer żywnościowy                                | por. adm. (łącz.) Karol Brejdygant                | †1940 Katyń                                       |
| dowódca kompanii obsługi                          | kpt. adm. (tab.) Józef Jahilinicki                |                                                   |
| dowódca 1 kompanii                                | kpt. Stefan Teofil Turkowski                      |                                                   |
| instruktor                                        | por. Edward Antoni Nidecki                        |                                                   |
| instruktor                                        | ppor. Pius Kocoń                                  |                                                   |
| instruktor                                        | chor. Feliks Chróścicki                           |                                                   |
| dowódca 2 kompanii                                | kpt. Stefan Czapliński                            |                                                   |
| instruktor                                        | ppor. Józef Wysocki                               |                                                   |
| instruktor                                        | ppor. Franciszek Socha                            |                                                   |
| dowódca 3 kompanii                                | por. Józef Borkowski                              |                                                   |
| instruktor                                        | ppor. Eugeniusz Holc                              |                                                   |
| instruktor                                        | ppor. Andrzej Szymański                           |                                                   |
| dowódca 4 kompanii                                | por. Władysław Stefan Grott                       |                                                   |
| instruktor                                        | ppor. Gerard Stanisław Gutowski                   |                                                   |
| instruktor                                        | ppor. Aleksander Piotr Jedliński                  |                                                   |
| dowódca 5 kompanii                                | kpt. Tadeusz Michał Legeżyński                    |                                                   |
| instruktor                                        | ppor. Tadeusz Franciszek Ksawery Pierczyński      |                                                   |
| instruktor                                        | ppor. Tadeusz Stanisław Bugaj                     |                                                   |
| komendant parku                                   | kpt. łącz. Walerian Kostrz                        | Dowództwo Łączności Armii „Łódź”                  |